# Verwaltungsgerichtshof (Liechtenstein)

Staatswappen Liechtensteins

 Der Verwaltungsgerichtshof (VGH) des Fürstentums Liechtenstein ist neben dem Staatsgerichtshof der zweite Gerichtshof öffentlichen Rechts in Liechtenstein. Diese Gerichtshöfe sind neben dem Obersten Gerichtshof (OGH), Höchstgerichte in Liechtenstein.

## Aufgaben
Der liechtensteinische Verwaltungsgerichtshof hat gemäß Art 102 Abs. 5 Landesverfassung (LV) eine Generalzuständigkeit: „Soweit das Gesetz nichts anderes bestimmt, unterliegen sämtliche Entscheidungen oder Verfügungen der Regierung und der anstelle der Kollegialregierung eingesetzten besonderen Kommissionen [...] dem Rechtsmittel der Beschwerde an den Verwaltungsgerichtshof“ (so auch Art 2 Abs. 3 und 90 Abs. 1 LVG).
Zu diesem Zweck kontrolliert der VGH die Rechtmäßigkeit von individuellen Verwaltungsakten (z. B. Bescheiden) und bietet auch Rechtsschutz für den Fall, dass eine Verwaltungsbehörde bei ihrer Pflicht, in einer Sache tätig zu werden, säumig geworden ist.
Eine Beschwerde kann erheben, wer behauptet, durch eine Verfügung, Entscheidung, Bescheid etc. einer liechtensteinischen Behörde oder Amtsperson in seinen Rechten verletzt zu sein, nachdem alle vorgelagerten Rechtsmittel ausgeschöpft sind.
Verwaltungsgerichtsbarkeit im weiteren Sinn wird in Liechtenstein auch von besonderen Kommissionen (Art 78 Abs. 3 LV) ausgeübt (z. B. FMA-Beschwerde-Kommission). Diese besonderen Kommissionen können durch Gesetz für die Entscheidung von Beschwerden an Stelle der liechtensteinischen Regierung eingesetzt werden.
Der Verwaltungsgerichtshof entscheidet auch über Beschwerden von Parteien oder ausländischen Behörden wegen Verweigerung oder Gewährung von Verwaltungshilfe (Amtshilfe) durch die liechtensteinische Regierung. Bis zu einem solchen Entscheid ist die allfällige Hilfe unter Vorbehalt vorsorglicher Maßnahmen einstweilen aufzuschieben (Art 25 Abs. 4 LVG).

## Beschwerdeberechtigte
Beschwerdeberechtigt sind, abgesehen von besonderen Bestimmungen, alle Personen, die
- sich in ihren Rechten oder
- rechtlich anerkannten oder
- von der Verwaltungsbehörde zu schützenden Interessen
- unmittelbar als beschwert (verletzt oder benachteiligt)

betrachten. Dabei ist es unbeachtlich, ob diese Partei am Verfahren in der ersten Instanz beteiligt gewesen war oder nicht (Art 92 Abs. 1 LVG).
Nach dem LVG ist auch unter bestimmten Umständen ein Selbstverwaltungskörper (z. B. Gemeinde) beschwerdeberechtigt, wenn es sich um Verletzung oder Benachteiligung seines Selbstverwaltungsrechts durch die Regierung, den Regierungschef oder eine andere verfügende oder entscheidende Behörde oder Amtsperson des Landes handelt (Art 92 Abs. 2, Art 136 LVG). Der Regierungschef (der Vertreter des öffentlichen Rechts) ist aus Gründen des öffentlichen Interesses, wenn sich die Entscheidung (Verfügung) nicht auf andere Weise abändern oder zurücknehmen lässt, zur Beschwerdeführung berechtigt und verpflichtet (Amtsbeschwerde im Sinne von Art 92 Abs. 3 LVG).

## Beschwerdefrist
Die Beschwerdefrist an den Verwaltungsgerichtshof beträgt in der Regel vierzehn Tage und kann, vom Falle unrichtiger Rechtsmittelbelehrung (Art 85 LVG) abgesehen, nicht verlängert werden. Die Beschwerdefrist beginnt für jede Partei mit der an sie erfolgten erfolgreichen Zustellung der schriftlichen Ausfertigung des Entscheides oder der Verfügung der Unterinstanz oder, wenn aber alle Beteiligten anwesend sind oder auf eine Zustellung verzichtet haben, mit der Verkündigung (Art 91 LVG).

## Verfahrensergänzung – Neuerungsverbot
Im Rechtsmittelverfahren kann auch der Verwaltungsgerichtshof die nötige Ergänzung und Aufnahme der Erhebungen durch den Vorsitzenden oder sonst ein dazu bestimmtes Mitglied durchführen lassen oder von sich aus am Verwaltungstag selbst durchführen (Art 97 Abs. 2, Art 162 Abs. 3 LVG).
Sofern keine entgegenstehenden gesetzliche Bestimmungen vorliegen, ist das Vorbringen neuer Tatsachen und Beweise im Beschwerdeverfahren in Liechtenstein bis zum Zeitpunkte der Entscheidung unbeschränkt zulässig und vom VGH zu berücksichtigen, sofern es nicht zur Trölerei (Dilatorisch) der Sache vorgebracht wird (Art 99 LVG).

## Entscheidung
Die Entscheidungen der Richter in Urteilsform werden „im Namen von Fürst und Volk“ erlassen und ausgefertigt (Art 95 Abs. 1 LV).
Der VGH hat den Entscheidungen und Urteilen Gründe beizufügen (Art 95 Abs. 2 LV). Eine besondere Darstellung des Sachverhalts und der Entscheidungsgründe darf nur dann entfallen, wenn und insoweit eine Übereinstimmung in diesen Punkten zwischen dem Verwaltungsgerichtshof und der Unterinstanz obwaltet, was in der Entscheidung ausdrücklich zu erwähnen ist (Art 101 Abs. 4 LVG).

## Verfahren – Organisation
Das Verfahren vor dem Verwaltungsgerichtshof ist im Landesverwaltungspflegegesetz und in der Geschäftsordnung des Verwaltungsgerichtshofes näher geregelt. Subsidiär kommen weitere Einzelgesetzliche Bestimmungen zur Anwendung.
Der Verwaltungsgerichtshof hält nach Bedarf Sitzungen ab (Art 16 Abs. 4 LVG). Bei Beratungen und Beschlussfassungen muss der Verwaltungsgerichtshof vollzählig besetzt sein (Art 17 Abs. 1 LVG).

## Richter

### Ernennung – Besetzung – Richter – Amtsdauer
Der Verwaltungsgerichtshof besteht gemäß Art 102 Abs. 1 iVm Art 96 LV aus fünf Richtern und ebenso vielen Ersatzrichtern. Die Richter werden von einem Richterauswahlgremium (Art 96 LV) ausgewählt und vom Landesfürsten ernannt.
Die Mehrheit der Richter muss das liechtensteinische Landesbürgerrecht besitzen und rechtskundig sein.
Die Amtsdauer der Richter und der Ersatzrichter des Verwaltungsgerichtshofs beträgt fünf Jahre. Die Amtsdauer ist so zu gestalten, dass jedes Jahr ein anderer Richter beziehungsweise Ersatzrichter ausscheidet. (Art 102 Abs. 5 LV). Die fünf Richter wählen aus ihrer Reihe jährlich einen Vorsitzenden und einen stellvertretenden Vorsitzenden. Eine Wiederwahl ist zulässig (Art 105 Abs. 3 LV).

### Abberufung – Amtsverlust
Die Richter des Verwaltungsgerichtshofes können wider ihren Willen
- nur durch eine Entscheidung des Staatsgerichtshofes und
- nur aus den Gründen und
- unter den Formen, welche das Disziplinargesetz vorschreibt,

ihres Amtes dauernd enthoben werden (Art 3 Abs. 3 LVG).
Verliert ein VGH-Richter die aktive und passive Wahlfähigkeit
- infolge Handlungsunfähigkeit oder
- infolge rechtskräftiger Verurteilung wegen einer strafbaren Handlung

verliert er auch sein Amt als VGH-Richter. Mit Beginn der Untersuchungshandlungen gegen eine VGH-Richter wegen einer strafbaren Handlung, die den Verlust der Wahlfähigkeit nach sich zieht, tritt kraft Gesetzes die vorläufige Einstellung seiner Tätigkeit ein.

### Hilfsorgane
Hilfsorgane des Verwaltungsgerichtshofes im Sinne des LVG sind der Vertreter des öffentlichen Rechts, die Beamten und Angestellten der Regierungskanzlei, die Ortsvorsteher, die Landweibel und andere Amtspersonen und in den sonstigen Vorschriften enthaltenen Bestimmungen (Art 4 Abs. 1 LVG).
Zum Protokollführer beim Verwaltungsgerichtshof darf nur eine Person verwendet werden, die als Schriftführer in der gleichen Sache bei der Unterinstanz nicht mitgewirkt hat (Art 5 Abs. 4 LVG).

### Unvereinbarkeit – Ausstand
Die Richter des Verwaltungsgerichtshofes können nicht gleichzeitig Richter der Vorinstanz sein (Art 1 Abs. 3 und Art 6 LVG).
Ein Mitglied des Verwaltungsgerichtshofs ist gemäß Art 6 LVG von der Ausübung einer Amtshandlung in einer Verwaltungssache bei sonstiger Nichtigkeit (Art 106 LV) ausgeschlossen:
- in Sachen, in welchen sie selbst Partei sind oder in Ansehung deren sie zu einer der Parteien in dem Verhältnisse eines Mitberechtigten, Mitverpflichteten oder Rückgriffspflichtigen stehen;
- in Sachen ihrer Verlobten, ihrer Ehefrauen oder solcher Personen, welche mit ihnen in gerader Linie verwandt oder verschwägert sind oder mit welchen sie in der Seitenlinie bis zum vierten Grade verwandt oder im zweiten Grade verschwägert sind;  * in Sachen ihrer Wahl- und Pflegeeltern, ihrer Wahl- oder Pflegekinder, ihrer Mündel oder Pflegebefohlenen;
- in Sachen, in denen sie als Bevollmächtigte, Verwalter oder Geschäftsführer einer Partei oder in ähnlicher Art bestellt waren oder noch sind;
- in Sachen, in welchen sie bei einer untergeordneten Gemeinde- oder Landesverwaltungsbehörde an der Erlassung der angefochtenen Verfügung oder Entscheidung teilgenommen haben oder als Zeuge oder Sachverständiger tätig gewesen sind.  Es bestehen gemäß Art 7 ff LVG weitere Unvereinbarkeitsregelungen.

Die Wahl in den Vorstand der Liechtensteinischen Rechtsanwaltskammer ist unvereinbar mit der Zugehörigkeit zum Verwaltungsgerichtshof (§ 14 Geschäftsordnung der Liechtensteinischen Rechtsanwaltskammer vom 21. April 1993, LGBl. 72/1993).

### Unabhängigkeit – Verantwortlichkeit
Die Richter des Verwaltungsgerichtshofes sind in der Ausübung ihres Amtes innerhalb der gesetzlichen Grenzen ihrer Wirksamkeit und im gerichtlichen Verfahren unabhängig und nur der Verfassung und den Gesetzen unterworfen (Art 95 LV, Art 3 Abs. 1 LVG).
Einwirkungen durch nichtrichterliche Organe auf die Rechtsprechung des VGH sind nur so weit zulässig, als dies die Landesverfassung ausdrücklich vorsieht (Art 95 Abs. 2 LV).
Die Mitglieder des Verwaltungsgerichtshofes sind für eine der Verfassung und den Gesetzen entsprechende Ausübung ihres Amtes nach der Verfassung und den einschlägigen Gesetzen verantwortlich (Art 19 Abs. 1 LVG).

## Vertreter des öffentlichen Rechts
Vor dem Verwaltungsgerichtshof kann nach Ermessen des Regierungskollegiums zur Vertretung des Landes oder einer Gemeinde zwecks Wahrung des öffentlichen Rechts oder Interesses, wenn am Verfahren eine Landes- oder Gemeindebehörde beteiligt ist, oder wenn es sich um die Vertretung der Verwaltungsstrafsachen vor dem Verwaltungsgerichtshof handelt, ein Vertreter des öffentlichen Rechts (Staatsanwalt) auftreten (Art 4 Abs. 3 LVG).
Der Vertreter des öffentlichen Rechts erhält von der Regierung seine Weisungen; er kann im Zweifel alle in einem Verfahren zulässigen Anträge und vor allen Instanzen, Behörden und Amtsstellen mündlich oder schriftlich stellen und sie begründen (Art 4 Abs. 4 LVG).
Er kann auch, wo es die öffentlichen Interessen zulassen, als Vertreter für eine arme Partei auf deren Ansuchen an die Regierung auftreten und hat in diesem Falle die gesetzlich zulässigen Weisungen der Partei entgegenzunehmen (Art 4 Abs. 5 LVG).

## Amtssitz
Der VGH hat seinen Sitz in Vaduz (Regierungsgebäude).

## Zollvertrag mit der Schweiz
Wenn nach der in Liechtenstein gemäß Zollvertrag anzuwendenden schweizerischen Bundesgesetzgebung der Rechtsmittelzug in Verwaltungsangelegenheiten an eine schweizerische Bundesbehörde weiter geht, so ist der angefochtene Entscheid der liechtensteinischen Regierung an diese schweizerische Bundesbehörde zu leiten und ist die Anrufung des liechtensteinischen Verwaltungsgerichtshofes ausgeschlossen.